# Flintstoneovi
Flintstoneovi (též Flintstouni, v anglickém originále The Flintstones) je americký animovaný televizní sitcom. Produkován byl společností Hanna-Barbera a premiérově byl vysílán v letech 1960–1966 na stanici ABC. Celkem vzniklo 166 dílů v šesti řadách.

## Příběh
Flintstoneovi žijí v době kamenné ve městě Bedrock. Jejich svět se podobá světu 20. století, jedná se však o fantastickou verzi dávné minulosti s dinosaury, šavlozubými kočkami a mamuty, kteří společně žijí s pralidmi. Ti, podobně jako běžní lidé poloviny 20. století, poslouchají hudbu, žijí v patrových domech a navštěvují restaurace. Jejich technologie jsou však zcela vyrobeny z předindustriálních materiálů a jsou poháněny zvířaty. Například automobily jsou z kamene, dřeva a zvířecích kůží a jsou poháněny nohama cestujících.

## Obsazení
- Alan Reed jako Fred Flintstone, manžel Wilmy Flintstoneové
- Jean Vander Pyl jako Wilma Flintstoneová, manželka Freda Flintstonea
- Mel Blanc jako Dino, dinosauří pes a mazlíček Flintstoneů, a jako Barney Rubble, kamarád Freda Flintstonea
- Daws Butler jako Barney Rubble (pět dílů 2. řady)
- Bea Benaderet jako Betty Rubbleová (1.–4. řada), manželka Barneyho Rubblea a kamarádka Wilmy Flintstoneové
- Gerry Johnson jako Betty Rubbleová (5.–6. řada)
- John Stephenson jako Nate Slate, šéf a zaměstnavatel Freda Flintstonea
- Don Messick jako Bamm-Bamm Rubble, dítě Rubbleových.

1.Dabing (Vhs)
?
2.Dabing (ČNTS Nova)
- Jan Přeučil - Fred Flintstone
- Renáta Doleželová - Wilma Flintstoneová
- Radan Rusev - Barney Rubble
- Jaroslava Obermaierová - Betty Rubbleová
- Dále v českém znění: Eva Spoustová, Radovan Vaculík, Libor Kodat
- Překlad: Hana Holancová
- Zvuk: Viktor Kosolapov
- Produkce: Jan Kuděla a Jana Mazačová
- režie českého znění: Július Matula

Vyrobilo Golem Studio, pro ČNTS Nova, 1995
3.Dabing (TV Nova)
- Jiří Prager - Fred Flintstone
- Tereza Chudobová - Wilma Flintstoneová
- Tomáš Juřička - Barney Rubble
- Petra Hanžlíková-Tišnovská - Betty Rubbleová
- Dále v českém znění: Ludvík Král, Milan Slepička, Roman Hájek, Daniela Bartáková
- Překlad: Šárka Bartesová, Drahomíra Kočová a Evelyna Koublová
- Zvuk: Michal Kraus
- Produkce: Martin Odehnal a Marcela Bártová
- Dialogy: Drahomíra Kočová, Petra Jindrová, Markéta Hájková, Ivana Měřičková a Petra Opletalová
- Režie: Ivana Měřičková

Vyrobila DW Agentura, pro CET 21, spol. s.r. o, 2013